# Liste der Einträge im National Register of Historic Places im Polk County (Minnesota)

Lage des Polk County in Minnesota

Die Liste der Einträge im National Register of Historic Places im Polk County in Minnesota führt alle Bauwerke und historischen Stätten im Polk County auf, die in das National Register of Historic Places aufgenommen wurden.

## Legende
| NRHP | Historic Place    |
| HD   | Historic District |

## Aktuelle Einträge
| [ 2 ] | Name                                   | Bild                                   | Eintragsdatum        | Lage | Ort              | Beschreibung                                                                                      |
| ----- | -------------------------------------- | -------------------------------------- | -------------------- | --- | ---------------- | ------------------------------------------------------------------------------------------------- |
| 1     | Cathedral of the Immaculate Conception | Cathedral of the Immaculate Conception | 1998 ID-Nr. 98001219 | North Ash Street Ecke 2nd Avenue 47° 46′ 27,4″ N, 96° 36′ 15,4″ W                                                       | Crookston        | 1912 aus Backsteinen im neugotischen Stil errichtete Kathedrale des Bistums Crookston             |
| 2     | Church of St. Peter-Catholic           | Church of St. Peter-Catholic           | 1982 ID-Nr. 82002994 | Abseits des US 2 47° 47′ 32,4″ N, 96° 26′ 53,9″ W                                                                       | Crookston        | 1914 aus Backsteinen im neugotischen Stil errichtete Kirche Frankokanadischer Einwanderer         |
| 3     | Crookston Carnegie Public Library      | Crookston Carnegie Public Library      | 1984 ID-Nr. 84001646 | North Ash Street Ecke 2nd Avenue 47° 46′ 25,4″ N, 96° 36′ 17,6″ W                                                       | Crookston        | 1907 aus Back- und Feldsteinen errichtete Carnegie-Bibliothek                                     |
| 4     | Crookston Commercial Historic District | Crookston Commercial Historic District | 1984 ID-Nr. 84002709 | Abgegrenzt durch Main Street und Broadway zwischen Fletcher Street und West 2nd Street 47° 46′ 26,6″ N, 96° 36′ 27,2″ W | Crookston        | Ensemble von Innenstadthäusern, die zwischen 1882 und 1941 errichtet wurden                       |
| 5     | E. C. Davis House                      | E. C. Davis House                      | 1984 ID-Nr. 84001648 | 406 Grant Street 47° 46′ 58″ N, 96° 36′ 19,7″ W                                                                         | Crookston        | 1879 aus Backsteinen im Italianate-Stil errichtetes Wohnhaus von Croockstons erstem Bürgermeister |
| 6     | Hamm Brewing Company Beer Depot        | Hamm Brewing Company Beer Depot        | 1984 ID-Nr. 84001651 | 401 DeMers Avenue 47° 55′ 48,8″ N, 97° 1′ 28,6″ W                                                                       | East Grand Forks | 1907 aus Backsteinen errichtetes Kühlhaus der Bierbrauerei Hamm's Brewery                         |